# Fidel Uriarte

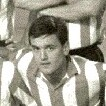
Fidel Uriarte, 1965

Fidel Uriarte Macho (* 1. März 1945 in Sestao; † 19. Dezember 2016 in Castro Urdiales) war ein spanischer Fußballspieler.

## Karriere

### Verein
Uriarte spielte bereits in seiner Jugend für Athletic Bilbao. Sein Profidebüt bei den Rojiblancos erfolgte am 23. September 1962. In den folgenden zwölf Jahren entwickelte sich der Spanier zu einem festen Bestandteil des Vereins. 1969 und 1973 gewann er mit Bilbao die Copa del Rey. In der Saison 1967/68 sicherte er sich ferner mit 22 Treffern den Titel des Torschützenkönigs. Insgesamt bestritt Uriarte für den Club aus dem Baskenland 394 Pflichtspiele.
Nachdem er noch drei Jahre für CD Málaga aktiv gewesen war, entschied Uriarte 1977, seine Fußballschuhe an den Nagel zu hängen.

### Nationalmannschaft
Uriarte bestritt neun Länderspiele für die spanische Nationalmannschaft. Sein einziges Länderspieltor schoss er am 20. Februar 1971 in einem Freundschaftsspiel gegen Italien, das mit 2:1 aus spanischer Sicht gewonnen wurde.

## Erfolge
- Pichichi-Trophäe: 1968
- Copa del Rey: 1969, 1973
- Aufstieg in die Primera División: 1976